# عقود الإذعان
عقد الإذعان هو العقد الذي يبرمه المستهلك لتأمين حاجاته الأساسية كالاشتراك بالهاتف، أو الإنترنت، أو الماء، أو الكهرباء، أوالنقل، أو التأمين، أو شراء الوقود، أو عقد القرض أو الحساب الجاري مع المصارف.